# Ed Nelson (baloncestista)
Edward Richarson
Nelson nació en Brockton, Massachusetts el 18 de marzo de 1982. Es un ex-baloncestista profesional estadounidense que jugaba de pívot. Su último equipo fue el São José Basketball, de la Novo Basquete Brasil.

## Carrera

### Inicios

#### Secundaria
Nelson asistió a la secundaria St. Thomas Aquinas en Fort Lauderdale, Florida. A partir de sus actuaciones en el equipo de baloncesto fue nombrado Jugador del Año de Florida por el diario USA Today. Promedió 21,5 puntos y 9,3 puntos en su primer año, llevando a su equipo a un récord de 30-4 y una plaza en el partido por el campeonato estatal de la clase 5A. En su segundo año logró el título estatal al alcanzar un récord de 23-9, promediando 12,4 puntos, 8 rebotes y 2,3 asistencias por juego. Promedió 26 puntos y 11 rebotes por partido en su último año de secundario y llevó a su equipo al título estatal de clase 5A con un récord de 29-3. Además fue designado Jugador del año para la clase 6A-5A-4A por el diario Fort Lauderdale Sun-Sentinel y Jugador Más Valioso del torneo estatal con 29 puntos y 10 rebotes en el juego de semifinales. En 2 ocasiones marcó el récord de puntos de la temporada con 39 unidades. Por otro lado fue elegido del primer equipo all-country por el Miami Herald. La revista Sports Illustrated, a partir del análisis de Brick Oettinger, lo colocó como uno de los 25 mejores jugadores de baloncesto de colegio secundario de Estados Unidos (puesto 21), en el año 2000. En 2001 Nelson fue elegido dentro del equipo All-America de colegios secundarios. Además fue seleccionado como uno de los 14 jugadores para el Capital Classic all-star game, disputado en el MCI Center de Washington.

#### Universidad
Ed Nelson inició su carrera universitaria en el baloncesto como ala-pívot para la universidad Georgia Tech en el año 2001. Ganó el ACC Men's Basketball Player of the Year en 2002, honor que comparte con Michael Jordan, Ralph Sampson, Chris Bosh, Chris Paul y Kenny Anderson. Tras dos años se cambió a la Universidad de Connecticut para estar más cerca de su familia por lo que no pudo jugar durante una temporada debido a la reglamentación de la NCAA. En 2006, decidió probar suerte en el fútbol americano. Fue descubierto por el agente de la NFL Joe Linta. Cerca de 15 Scouts de la NFL se acercaron a ver al jugador de 2,03 m y 113 kg en una práctica privada en el campus de la Universidad de Connecticut con el entrenador de tight ends de los San Diego Chargers, Rob Chudzinski. Nelson demostró buena velocidad, capacidad de captura y sorprendió a gran parte de los scouts al realizar un salto vertical de 85 centímetros. En el draft de 2006, Nelson firmó con los St. Louis Rams. Sin embargo, un mes después, antes de que inicie la temporada, fue despedido del club, por lo que decidió retornar al baloncesto.

### Carrera profesional
Inició su carrera profesional en el año 2006, en la primera división de Finlandia, jugando para el club Korihait Uusikaupunki. En la única temporada que disputó con este equipo alcanzó un promedio de 22,3 puntos y 11,6 rebotes en 43 juegos.
En el verano boreal de 2007 Nelson tuvo entrenamientos con los equipos norteamericanos de la NBA Memphis Grizzlies, New Orleans Hornets y Toronto Raptors. Después de pasar por Alemania (Giessen 46ers) y España (Club Ourense Baloncesto), firma con Weber Bahía Estudiantes de la Liga Nacional de Básquet, máxima división de Argentina, donde es compañero del ex-NBA Juan Ignacio Sánchez.
 
Esa temporada se convierte en el goleador del torneo con un promedio de 20.1 puntos y 8.4 rebotes por partido. Tuvo un paso fugaz por Puerto Rico en Cangrejeros de Santurce y Leones de Ponce durante el año 2009 hasta volver nuevamente a Argentina y jugar para Regatas, una temporada con Quilmes de Mar del Plata y otra más en Weber Bahía Estudiantes antes de firmar con Centro Juventud Sionista y más tarde con Gimnasia Indalo. En el transcurso de su primera temporada en este club, Nelson abandonó al equipo por motivos personales antes de que finalice la misma y en la siguiente se unió al Club Sportivo 9 de Julio. Para la siguiente temporada firmó con el club São José Basketball, equipo de la Novo Basquete Brasil.

## Trayectoria
| Temporada | Equipo                      | País        | Liga       |
| 2006-07   | Korihait Uusikaupunki       | Finlandia   | Korisliiga |
| 2007-08   | Giessen 46ers               | Alemania    | BBL        |
| 2008-09   | Club Ourense Baloncesto     | España      | LEB Plata  |
| 2008-09   | Estudiantes de Bahía Blanca | Argentina   | LNB        |
| 2008-09   | Cangrejeros de Santurce     | Puerto Rico | BSN        |
| 2009-10   | Leones de Ponce             | Puerto Rico | BSN        |
| 2009-10   | Regatas de Corrientes       | Argentina   | LNB        |
| 2009-10   | Quilmes de Mar del Plata    | Argentina   | LNB        |
| 2010-11   | Estudiantes de Bahía Blanca | Argentina   | LNB        |
| 2010-11   | Trotamundos de Carabobo     | Venezuela   | LPB        |
| 2010-11   | Centro Juventud Sionista    | Argentina   | LNB        |
| 2011-12   | Gimnasia Indalo             | Argentina   | LNB        |
| 2012-13   | Club Sportivo 9 de Julio    | Argentina   | LNB        |
| 2013-14   | São José Basketball         | Brasil      | NBB        |

## Palmarés

### Campeonatos nacionales
- Universidad de Connecticut - ( Estados Unidos) - NCAA: Campeonato de la División I de Baloncesto Masculino de la NCAA 2004.

### Consideraciones personales
- ACC Men's Basketball Player of the Year (2002)
- Máximo anotador de la LNB - Estudiantes de Bahía Blanca ( Argentina): Temporada 2008-09.

## Medios
En el año 2005 Nelson fue portada de la revista estadounidense Sports Illustrated. Nelson también apareció en el show estadounidense de la cadena ESPN, Outside The Lines. Su participación se debió a un documental acerca de su transición de estrella del basquetbol universitario a Tight end de la NFL.